# Grębów (województwo podkarpackie)

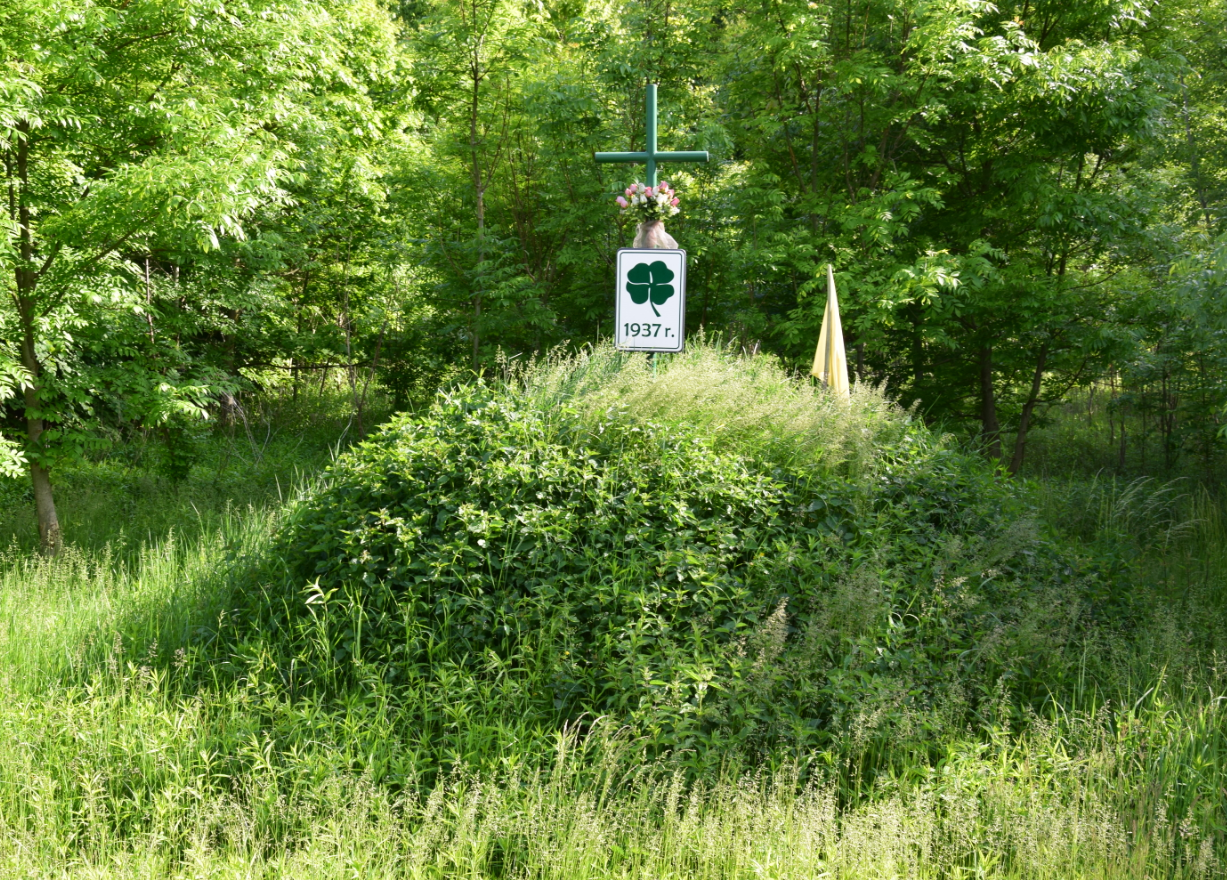
Kopiec przy drodze Stale-Grębów, zbudowany przez chłopów w miejscu zabicia mieszkańca Grębowa przez funkcjonariuszy Policji Państwowej w 1937 roku.

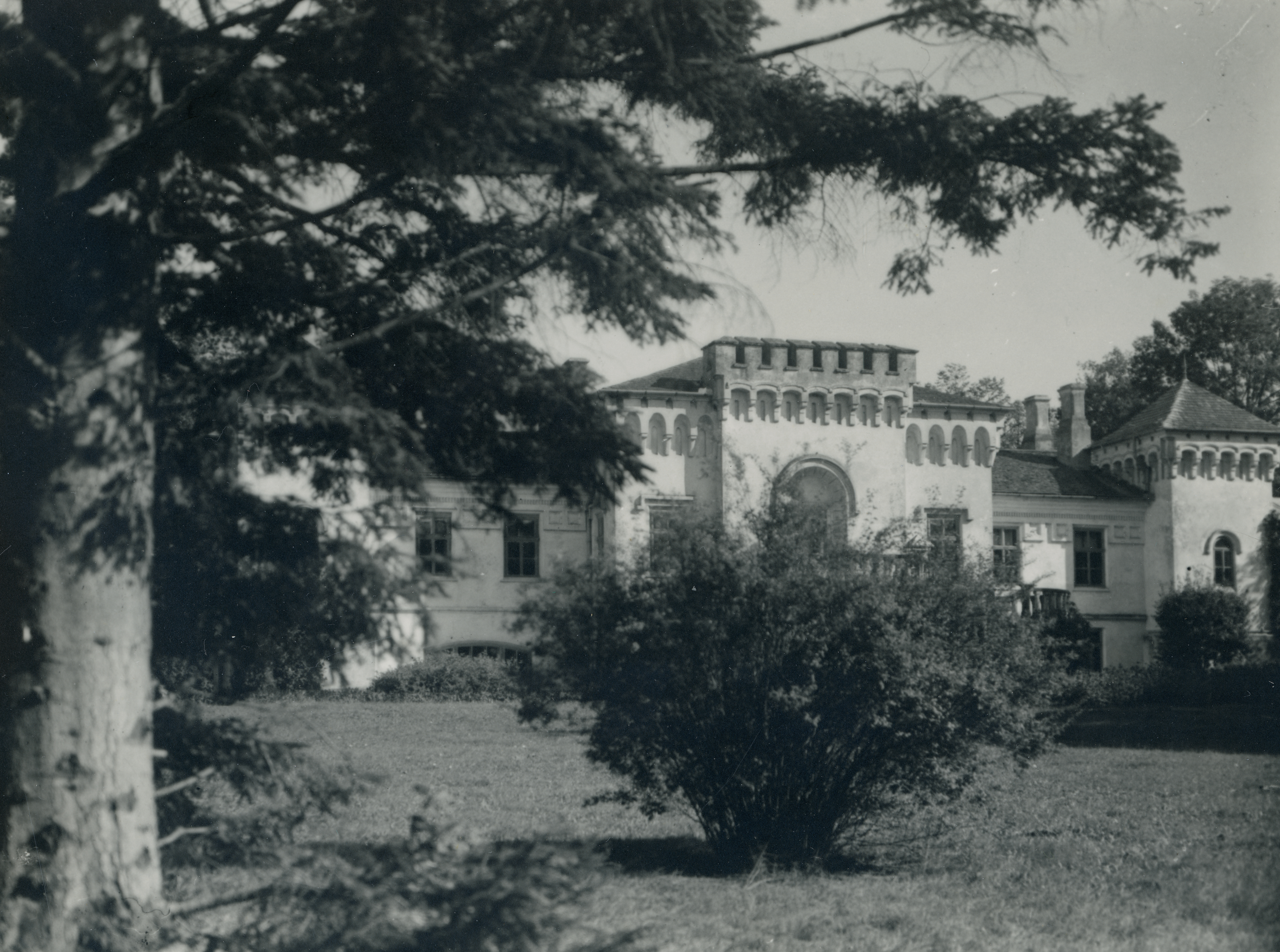
Pałac około 1945

Grębów – wieś w Polsce, położona w województwie podkarpackim, w powiecie tarnobrzeskim, Siedziba gminy Grębów.
W latach 1954–1972 wieś należała i była siedzibą władz gromady Grębów. W latach 1975–1998 wieś administracyjnie należała do województwa tarnobrzeskiego.
Na terenie wsi, którą zamieszkuje około 3000 osób, utworzono dwa sołectwa: Grębów oraz Grębów-Zapolednik.
Przez Grębów przepływa rzeka Łęg. W Grębowie znajduje się wodowskaz.
Przed 2016 rokiem do wsi należały przysiółki Niwka, Nowiny i część wsi Oleandry, włączone do tworzonej wówczas wsi Zabrnie.
W styczniu 1919 roku chłopi z okolicznych wiosek napadli na miejscowy dwór i go kompletnie obrabowali, rozbrajając przy tym posterunek żandarmerii mieszczący się we dworze.
W listopadzie 1937 chłopi w miejscu zabicia mieszkańca Grębowa przez policję państwową na znak pamięci usypali kopiec.

## Części wsi
| SIMC    | Nazwa        | Rodzaj     |
| ------- | ------------ | ---------- |
| 0792308 | Grądki       | część wsi  |
| 0792314 | Grzęba       | część wsi  |
| 0792320 | Jaźwinie     | część wsi  |
| 0792337 | Kąt          | część wsi  |
| 0792343 | Niwa         | część wsi  |
| 0792350 | Nowy Grębów  | część wsi  |
| 0792366 | Odrzewy      | część wsi  |
| 0792372 | Palędzie     | część wsi  |
| 0792389 | Piasek Dolny | część wsi  |
| 0792395 | Piasek Górny | część wsi  |
| 0792975 | Sokół        | przysiółek |
| 0792403 | Szlachecka   | część wsi  |
| 0792410 | Wiry         | część wsi  |
| 0792998 | Zapolednik   | przysiółek |

## Media
Radio
- Radio Leliwa

Prasa
- Tygodnik Nadwiślański

Internet
- Dziennik Nadwiślański

## Osoby związane z Grębowem
- Stanisław Bąk (1900–1981) – profesor, językoznawca i znawca kultury lasowskiej
- Kazimierz Duch (1890–1954) – podpułkownik dyplomowany piechoty Wojska Polskiego, poseł i senator, brat Bronisława
- Bronisław Duch (1894–1919) – kapitan piechoty Wojska Polskiego, kawaler Virtuti Militari
- Karol Maleczyński (1897–1968) – historyk (mediewista), paleograf i tłumacz
- Stanisław Matyka (1943–2006) – profesor nauk rolniczych
- Wincenty Motas (ok. 1850–1918) – poeta ludowy
- Jan Sokół (1913–1996) – działacz ruchu ludowego, uczestnik kampanii wrześniowej, żołnierz Batalionów Chłopskich.
- Józef Pieracki (1909–1988) – aktor filmowy i teatralny
- Edward Tyburski (1960) – piłkarz, trener